# Kinh sĩ
Kinh sĩ (tiếng Hy Lạp cổ: κανονικός, đã Latinh hoá: kanonikós) là một chức danh Kitô giáo dành cho các thành viên cộng đoàn sống theo một luật giáo hội nhất định.
Ban đầu kinh sĩ là những giáo sĩ sống trong những cộng đoàn ở bên cạnh hay gần kề nhà thờ chính tòa hay các nhà thờ lớn khác. Họ sống theo kỷ luật và tu luật của nhà thờ mình. Lối sống này dần trở nên phổ biến vào thế kỷ 8. Đến thế kỷ 11, một số nhà thờ yêu cầu các giáo sĩ sống theo kiểu cộng đoàn đó từ bỏ việc sở hữu tài sản riêng – một luật do Thánh Augustinô đề ra. Những người chấp nhận luật này được gọi là các kinh sĩ dòng, còn không thì là kinh sĩ triều.